# Генрик Білор
Генрик Юзеф Білор (пол. Henryk Józef Bilor; нар. 19 листопада 1889, Львів — пом. 1940, УРСР) — польський футболіст, засновник і багаторічний гравець клубу «Чарні» (Львів), гравець збірної Львова і Галіції, тренер і футбольний діяч. Як військовий учасник чотирьох воєн (1914–1921, 1939), легіонер, капітан артилерії Війська Польського, жертва Катинського розстрілу.

## Життєпис
Народився в родині Томаша та Зофії, уродженої Чая. У рідному місті Львові закінчив народну школу, навчався в гімназії (1897—1903), реальній школі Ц. К. І (1903—1906) і в реальній школі Ц. К. ІІ у Львові з 1906, де пройшов воєнний іспит з середньої школи 1 лютого 1916 року. У 1913 році вступив до Львівської політехніки.
Зі шкільних часів розпочав футбольну кар'єру. Разом зі своїм братом Маріаном і Валерієм Паппіусом стали засновниками футбольного клубу «Чарні» (Львів). За ідеєю Генрика Білора назва клубу була пов’язана з кольором форми гравців клубу.
Після початку Першої світової війни вступив до польських легіонів. Служив офіцером відділу 1-го піхотного полку 1-ї бригади. Потім переведений в артилерію, служив у 4-й батареї 1-го артполку. У травні 1915 року отримав поранення у битві під Конарами. Згодом зайняв посаду командира дивізії. Під час легіонної служби грав у футбол у складі 1-ї бригади. Покинувши легіонерську службу, пройшов курс у підофіцерській школі, вишкіл у Ґурі-Кальварії в 1917 році. Після кризи присяги був звільнений з легіонів, після чого з 26 серпня 1917 року перебував у таборі Буштино, звідки був звільнений 20 листопада 1917 року. Потім був призваний до армії СВАУ і направлений служити в ряди LIX бригади польової артилерії в Чаналосі як інструктор. З 14 квітня по 30 липня 1918 року відвідував і закінчив офіцерську школу артилерійського запасу в Оломоуці. Був інструктором резервної батареї 111-го полку польової артилерії в Балатонкенесе на посаді інструктора. 28 вересня 1918 року призначений прапорщиком запасу й залишений на навчання до Львівської політехніки. Тоді ж і розпочав співпрацю з Польською Військовою Організацією.
Наприкінці війни, з 3 листопада 1918 року, брав участь в битві за Львів під час польсько-української війни, виконував обов’язки розвідника артилерії Оборони Львова. З 18 листопада 1918 року служив в артилерійському ескадроні 1-го польового артилерійського полку Легіонів організованого майором Едмундом Кноллом-Ковнацьким, служив розвідником і першим офіцером батареї під час боїв на Українському фронті. З 24 грудня 1918 року — начальник боєприпасної колони цього підрозділу.
18 березня 1919 року по 1 березня 1919 року отримав чин підпоручика артилерії. Служив розвідником ескадрону полку. 20 березня 1920 року його залишили у відпустці для продовження навчання в університеті, але 22 квітня 1920 року його призвали на службу, відправили до Кракова, де перебувві у складі польської збірної на літніх Олімпійських іграх 1920 року в Антверпені, який зрештою був виключений через триваючу польсько-більшовицьку війну. 23 квітня 1920 року його відправили агітатором у Верхню Сілезію. Відкликавши його з цієї діяльності, в середині серпня 1920 року прибув до Львова, де був призначений до батареї «Ванда» у складі Групи підполковника Ковалевського. З 3 вересня 1920 року брав участь у фронтових боях у складі головного 1-го полку, а з 24 грудня 1920 року служив у резервній батареї 12-го полку польової артилерії. Потім, 19 січня 1921 року, під час війни йому було присвоєно звання поручника.
Після закінчення бойових дій 20 січня 1921 року направлений на лижні курси командування Львівського генерального округу у Славське заступником коменданта курсу та інструктором. У наступні роки продовжував службу в 12-му полку польової артилерії — в головній батареї на посадах командира та інструктора рекрутської дружини. З 15 серпня 1921 року — офіцер-діловод. 1 червня 1919 року офіційно переведений у званні поручика артилерії зі старшинством. У серпні 1922 року у Львові закінчив курси гімнастики та спорту, на яких був інструктором. З 2 листопада 1922 року — ад'ютант III ескадрону 12 пап. Залишаючись офіцером 12-го Папського полку в 1924 році, 1 липня 1923 року йому присвоїли звання капітана за вислугою років. Тимчасово був командиром батареї. З 10 лютого 1925 року — командир 8-ї батареї полку (1923 р. — капітан 12-го батальйону), а з 16 липня 1929 по 13 квітня 1930 року — командир ескадрильї. 14 травня 1930 року став адміністративним референтом Управління корпусного округу № VI, а 14 травня 1931 року призначений начальником штабу 6-го відділу служби озброєння у Львові. 16 лютого 1932 року направлений на стажування на склад допоміжного озброєння № 6 у Львові. У квітні 1932 року переведений із корпусу офіцерів артилерії до корпусу озброєння, переведений у званні капітана озброєння за старшинством 1 липня 1923 року і в 1932 році призначений на вищевказаний склад допоміжного озброєння № 6 у Львові. Призначений комендантом роти парку ПГУ № 6, а з 25 березня 1933 року другий завідуючий складом зброї. З 21 серпня 1933 року — інтендант 6-го зенітно-артилерійської ескадрильї у Львові. У червні 1934 року знову переведений в артилерійський офіцерський корпус. 30 листопада 1935 року відправлений у відставку.
Генрик Білор залишався багаторычним гравцем «Чарні» (Львів), якого польські футбольні експерти вважали найкращим гравцем у Галичині до Першої світової війни та провідним гравцем у Польщі одразу після відновлення незалежності. Під час святкування 20-річчя клубу Czarni Lwów та організованого на його честь товариського турніру зіграв у матчі 29 червня 1923 року і відзначив ювілей, у віці 34 років залишався найстарішим активним польським футболістом. Як футболіст виступав також за збірну Львова. Грав проти німецької команди «Бойтен-09», і під час матчу отримав перелом ноги. Після завершення кар'єри гравця став тренером, успішно очолював футбольну команду «Яніна» (Золочів). Став також футбольним активістом, на загальних зборах Львівської окружної асоціації футболу обраний членом правління та обійняв посаду капітана спілки. Будучи офіцером у відставці, проживав у Львові на вулиці Гродецькій, 6.
З огляду на загрозу збройного конфлікту під час мобілізації 1939 року призначений до штату ДОК № 6 м. Львова. Після початку Другої світової війни під час Вересневої кампанії брав участь в обороні Львова. Після нападу радянських військ на Польщу 17 вересня 1939 р. і капітуляції міста в полон не потрапив. Пізніше був заарештований совєтами. Замордований НКВС, ймовірно, навесні 1940 року. Його ім'я було вказано в Українському Катинському списку, опублікованому 1994 року (зазначений у списку депортації 71/2-83 під номером 199, буквально згадується як Генрик Юзеф Біллер). Жертв цієї частини Катинського розстрілу поховали на польському військовому кладовищі в Києві-Биківні, відкритому у 2012 році.
Брат Генрика Білора Мар’ян був футболістом, активістом, президентом клубу «Чарні» (Львів) у 1908 році, провідним футбольним арбітром, а також офіцером артилерії Війська Польського. Їхньою сестрою була Зофія Білор, фігуристка, яка виступала в парі з Тадеушем Ковальським, який також був жертвою Катинського розстрілу 1940 року (убитий у Харкові).

## Досягнення
- Бронзова медаль чемпіонату Польщі й армійському бігу на 15 км у військовому розряді, клас А (змагання у Ворохті, 6 березня 1922 р.)[9]

## Ордени та нагороди
- Хрест незалежності (16 вересня 1931 року)[10]
- Хрест Хоробрих
- Срібний Хрест Заслуги (10 листопада 1928 року)[11]
- Пам'ятна медаль учаснику війни 1918-1921 років
- Медаль «Десятиліття здобутої незалежності»
- Медаль на згадку про 10 років визвольних боїв у Латвійській Республіці (Латвія, 1929)[12]